# Dismember
Dismember je švedski death metal sastav osnovan 1988. Raspao se 2011. ali se ponovo okupio 2019. Smatraju se jednima od pionira švedskog death metala i članovi "velike četvorke" švedskog death metala uz sastave Entombed, Grave i Unleashed.

## Članovi sastava

### Sadašnja postava
- Fred Estby – bubnjevi (1988. – 1989., 1990. – 2007., 2019. – danas)
- David Blomqvist – gitara (1988. – 2011., 2019. – danas), bas-gitara (1989. – 1990.)
- Robert Sennebäck – vokal (1988. – 1989.), gitara (1989. – 1997., 2019. – danas)
- Matti Kärki – vokal (1990. – 2011., 2019. – danas)
- Richard Cabeza – bas-gitara (1991. – 1998., 2000. – 2004., 2019. – danas)

### Bivši članovi
- Fredrik – gitara
- Erik Gustafson – bas-gitara (1988.)
- Sharlee D'Angelo – bas-gitara (1998. – 2000.)
- Magnus Sahlgren – gitara (1998. – 2003.)
- Martin Persson – gitara (2003. – 2011.)
- Johan Bergebäck – bas-gitara (2004. – 2005.)
- Tobias Cristiansson – bas-gitara (2006. – 2011.)
- Thomas Daun – bubnjevi (2007. – 2011.)

## Diskografija
Studijski albumi
- Like an Everflowing Stream (1991.)
- Indecent and Obscene (1993.)
- Massive Killing Capacity (1995.)
- Death Metal (1997.)
- Hate Campaign (2000.)
- Where Ironcrosses Grow (2004.)
- The God That Never Was (2006.)
- Dismember (2008.)

Demoalbumi
- Rehearsal Tape – 88 (1988.)
- Dismembered (1988.)
- Last Blasphemies (1989.)
- Rehearsal Demo '89 (1989.)
- Reborn in Blasphemy (1990.)

EP-ovi
- Pieces (1992.)
- Casket Garden (1995.)
- Misanthropic (1997.)

Kompilacije
- Complete Demos (2005.)

Video albumi
- Live Blasphemies (2004.)
- Under Blood Red Skies (2009.)